# Hirošige Janagimoto
Hirošige Janagimoto (japonsko 柳本 啓成), japonski nogometaš, * 15. oktober 1972.
Za japonsko reprezentanco je odigral 30 uradnih tekem.